# Clyde Purnell
Clyde Honeysett Purnell (14. maj 1877 - 14. august 1934) var en britisk fodboldspiller som deltog i OL 1908 i London.
Purnell blev olympisk mester i fodbold under OL 1908 i London. Han var med på det britiske fodboldhold som vandt turneringen foran Danmark og Holland.